# I Liga 1974/1975
Ekstraklasa 1974/75 byla nejvyšší polskou fotbalovou soutěží. Vítězem se stal a do Poháru mistrů evropských zemí 1975/76 se kvalifikoval Ruch Chorzów. Do Poháru UEFA se kvalifikovaly týmy Stal Mielec a Śląsk Wrocław. Účast v Poháru vítězů pohárů si zajistil vítěz poháru, druholigový Stal Rzeszów.
Soutěže se zúčastnilo celkem 16 celků, soutěž se hrála způsobem každý s každým doma-venku (celkem tedy 26 kol) systémem podzim-jaro. Sestoupily poslední 2 týmy.

## Tabulka
| Poř. | Tým                | Z  | V  | R  | P  | VG | OG | B  |
| ---- | ------------------ | -- | -- | -- | -- | -- | -- | -- |
| 1.   | Ruch Chorzów       | 30 | 20 | 4  | 6  | 61 | 27 | 44 |
| 2.   | Stal Mielec        | 30 | 15 | 8  | 7  | 40 | 24 | 38 |
| 3.   | Śląsk Wrocław      | 30 | 13 | 10 | 7  | 40 | 31 | 36 |
| 4.   | Wisla Krakov       | 30 | 12 | 10 | 8  | 40 | 31 | 34 |
| 5.   | Zagłębie Sosnowiec | 30 | 11 | 9  | 10 | 31 | 31 | 31 |
| 6.   | Legia Varšava      | 30 | 9  | 11 | 10 | 45 | 35 | 29 |
| 7.   | Górnik Zabrze      | 30 | 7  | 15 | 8  | 48 | 46 | 28 |
| 8.   | Polonia Bytom      | 30 | 6  | 16 | 8  | 25 | 31 | 28 |
| 9.   | Lech Poznań        | 30 | 10 | 8  | 12 | 31 | 43 | 28 |
| 10.  | GKS Tychy (N)      | 30 | 8  | 11 | 11 | 34 | 38 | 27 |
| 11.  | Szombierki Bytom   | 30 | 7  | 12 | 11 | 43 | 45 | 26 |
| 12.  | Pogoń Szczecin     | 30 | 9  | 8  | 13 | 30 | 35 | 26 |
| 13.  | ŁKS Łódź           | 30 | 7  | 12 | 11 | 26 | 34 | 26 |
| 14.  | ROW Rybnik         | 30 | 7  | 12 | 11 | 24 | 35 | 26 |
| 15.  | Gwardia Varšava    | 30 | 8  | 10 | 12 | 25 | 38 | 26 |
| 16.  | Arka Gdynia (N)    | 30 | 8  | 10 | 12 | 26 | 45 | 26 |

|  | Pohár mistrů evropských zemí 1975/76 |
|  | Pohár vítězů pohárů 1975/76          |
|  | Pohár UEFA 1975/76                   |
|  | Sestup do 2. ligy                    |

## Nejlepší střelci
|    |        | hráč              | tým          | PG |
| -- | ------ | ----------------- | ------------ | -- |
| 1. | Polsko | Grzegorz Lato     | Stal Mielec  | 19 |
| 2. | Polsko | Kazimierz Kmiecik | Wisla Krakov | 15 |
| 2. | Polsko | Joachim Marx      | Ruch Chorzów | 15 |

## Soupiska mistra
Henryk Bolesta (2/0), Piotr Czaja (30/0) - Konrad Bajger (26/1), Andrzej Baran (5/0), Jan Benigier (17/10), Józef Bon (27/2), Bronisław Bula (30/13), Romuald Chojnacki (30/6), Piotr Drzewiecki (25/2), Jerzy Falber (6/0),  Krzysztof Kajrys (1/0), Józef Kopicera (28/7), Ireneusz Malcher (13/0), Joachim Marx (28/15), Zygmunt Maszczyk (24/1), Marian Ostafiński (28/2), Albin Wira (15/0), Jerzy Wyrobek (28/2) - trenér Michal Vičan